# Ústav pro studium totalitních režimů
Ústav pro studium totalitních režimů (ÚSTR) je organizační složka České republiky určená k vědeckému zkoumání a objasňování éry obou totalitních režimů v Československu, komunismu a nacismu. Zpřístupnění archivů a dat má podle iniciátorů vzniku ústavu zabránit zkreslování výkladu české historie. Instituce byla ustavena k 1. srpnu 2007 zákonem č. 181/2007 Sb., který vymezuje její poslání a úkoly. Nejvyšším orgánem Ústavu je Rada ÚSTR, která se skládá ze sedmi členů volených Senátem Parlamentu České republiky na funkční období v trvání 5 let.
Ústav od svého vzniku sídlil v Praze na Žižkově v ulici Siwiecově (podle Ryszarda Siwiece), která byla kvůli ÚSTR přejmenována z původního názvu Havelkova (po komunistickém funkcionáři Václavu Havelkovi). Kvůli dlouhodobé rekonstrukci je budova Ústavu nevyužívaná, vedení ÚSTR tak dočasně sídlilo na nedalekém náměstí Winstona Churchilla v domě Radost. Od září 2024 je sídlem ÚSTR pronajatý Palác Archa na Praze 1.

## Vznik a činnost ústavu
Ústav pro studium totalitních režimů začal po několikaměsíční přípravné fázi řádně fungovat dne 1. února 2008. K činnosti ústavu byla zřízena též zvláštní podřízená instituce Archiv bezpečnostních složek, který je správním úřadem a vlastní archiválie vzniklé činností Státní bezpečnosti.
Ředitelem se 1. ledna 2008 stal Pavel Žáček. Za jeho vedení došlo k první krizi a z Ústavu odešlo několik mladých historiků (Tomáš Vilímek, Petr Blažek, Tomáš Bursík, Petr Koura, Prokop Tomek, Pavel Paleček, Pavlína Formánková ad.). Rada ÚSTR vyhlásila výběrové řízení, v němž Pavel Žáček svou pozici neobhájil. Žáček poté zahájil svou politickou kariéru v ODS. Do čela ÚSTR byl v únoru 2010 zvolen Jiří Pernes (dlouholetý člen strany Moravané a dříve ODA), jehož ovšem Rada ÚSTR 12. května 2010 odvolala a řízením Ústavu pověřila Zdeňka Hazdru. Ten byl později členem TOP 09. Z dalšího konkurzu v srpnu 2010 vítězně vzešel Daniel Herman, který byl odvolán z funkce v dubnu 2013. A následně zahájil politickou kariéru za KDU-ČSL, kdy se v roce 2014 stal ministrem kultury. Řízením ÚSTR byla poté Radou pověřena bohemistka, polonistka a překladatelka Pavla Foglová (u níž se tematizovaly dřívější vazby na ODS) a v následném výběrovém řízení byl ředitelem zvolen Zdeněk Hazdra, který poté ústav řídil v letech 2014 až 2022. Roku 2022 byl do funkce ředitele zvolen Ladislav Kudrna.
První předsedkyní Rady Ústavu pro studium totalitních režimů byla zvolena Naděžda Kavalírová, která v čase volby vedla Konfederaci politických vězňů. Místopředsedou se stal Ivan Dejmal; po jeho úmrtí byla do Rady zvolena novinářka Petruška Šustrová, která vystřídala Kavalírovou v jejím čele v lednu 2013. Od října 2013 byla předsedkyní Rady archivářka Emílie Benešová. V prosinci 2017 se předsedou Rady stal historik Eduard Stehlík. Stehlík během výkonu své funkce neúspěšně kandidoval v senátních volbách v roce 2020 s podporou ODS a KDU-ČSL. V letech 2024–2025 byla předsedkyní Monika MacDonagh-Pajerová, která byla předtím místopředsedkyní Rady. Po ní převzal vedení ústavu historik a politik Jiří Mihola (KDU-ČSL).
Ústav vydává popularizační čtvrtletník Paměť a dějiny a dvakrát ročně odborný recenzovaný časopis Securitas Imperii, Archiv bezpečnostních složek každoročně vydává Sborník Archivu bezpečnostních složek.
Za vedení Zdeňka Hazdry byla na jaře 2017 zahájena rekonstrukce sídla ÚSTR v Siwiecově ulici, která měla být dokončena v květnu 2018. Původně mělo jít o výměnu opláštění a zateplení budovy, došlo však zahájení celkové rekonstrukce, aniž by pro takovou akci byly připravené finanční prostředky. Na základě trestního oznámení předsedy Rady Eduarda Stehlíka se případem začala zabývat Policie České republiky. K listopadu 2023 bylo z budovy stále torzo a rekonstrukce nepokračovala. Profinancováno bylo přibližně 60 nebo 70 milionů korun a ministerstvo financí odmítalo poskytnout další částku. Ústav pro studium totalitních režimů kvůli rekonstrukci původního sídla, které je zatíženo dluhy, požadoval po Ministerstvu průmyslu a obchodu, aby novým sídlem ústavu byl Petschkův palác. To prosazoval tehdejší předseda Rady Eduard Stehlík s podporou poslance ODS a dřívějšího ředitele ÚSTR Pavla Žáčka. Nakonec ale ředitel Kudrna podepsal nájemní smlouvu na sedm let v Paláci Archa. Zaplatí za to včetně daně z přidané hodnoty 113,1 milionu korun. Palác vlastní CPI Property Group Radovana Vítka.

## Kritika a spory
Činnost ÚSTR je také předmětem kritiky, zejména s ohledem na okruh témat, kterými se instituce zabývá. Podoba ústavu byla v roce 2013 označována jako antikomunistický pomník, který se ale nevěnoval systematickému vědeckému uchopení minulosti a role většinové společnosti v ní. Ke kritice se přidal i Český svaz bojovníků za svobodu, který ÚSTR vytkl, že se v dostatečné míře nezabývala zkoumáním nacistické totality. Již dříve byl z jejich strany vysloven požadavek, aby ÚSTR zveřejnil seznamy agentů gestapa, což se nestalo.
V roce 2007 57 poslanců ČSSD a KSČM podalo k Ústavnímu soudu České republiky návrh na zrušení zákona podle něhož vznikl Ústav pro studium totalitních režimů a Archiv bezpečnostních složek. Ústavní soud ČR návrh v březnu 2008 zamítl.
Ústav provázejí také diskuse o tom, kdo ho má řídit. Mediální kritika dopadala jak na Pavla Žáčka, tak na Jiřího Pernese, Daniela Hermana, Pavlu Foglovou i Zdeňka Hazdru. Nejsilnější spory se po Pavlu Žáčkovi týkaly odvolání ředitele Daniela Hermana v dubnu 2013: zapojil se do nich také tehdejší premiér Petr Nečas (ODS). Soudní spor Hermana proti Ústavu trval skoro 3 roky; Obvodní soud pro Prahu 3 v květnu 2014 nepravomocně rozhodl, že Herman byl odvolán protiprávně, Městský soud v Praze v lednu 2015 naopak rozhodl, že Rada ÚSTR měla pravomoc Hermana odvolat. Pravomocný rozsudek padl 26. dubna 2017, kdy Městský soud v Praze rozhodl, že samotné odvolání Hermana z funkce ředitele bylo sice právně v pořádku, ale následná výpověď je neplatná. Nejvyšší soud na podzim 2018 posoudil i neplatnost výpovědi jako mylnou, výpověď z místa byla právně na místě. S ÚSTR se soudil také neúspěšný kandidát na ředitele Adrian Portmann, jeho dvousetstránkovou žalobu proti ÚSTR Obvodní soud pro Prahu 3 v srpnu 2015 zamítl v plném rozsahu.
V závěru dubna 2022 rezignovalo všech 14 členů Vědecké rady, poradního orgánu ředitele, na protest proti jmenování Ladislava Kudrny ředitelem ústavu, když se odmítavě postavili k jím předložené koncepci a vyjádřili pochybnost nad jeho předpoklady pro profesionální práci historika, s odkazem i na kauzu domnělého plagiátorství.
V březnu 2023 se ve společném prohlášení ohradilo proti „nezodpovědnému řízení“ ústavu ředitelem Ladislavem Kudrnou přes 170 českých historiků, protože „Za zhruba deset měsíců od nástupu současného ředitele do funkce bylo z této instituce propuštěno nebo pod tlakem odešlo 34 osob, tj. zhruba 25 procent všech zaměstnanců ÚSTR“. Před tím se za vedení ústavu postavila sedmičlenná rada ústavu vedená Eduardem Stehlíkem. Ladislav Kudrna spolu se svým náměstkem Kamilem Nedvědickým podali následně žalobu na ochranu osobnosti. Soud žalobu v listopadu 2023 nepravomocně zamítl.
V dubnu 2023 podali hromadnou výpověď zaměstnanci oddělení vzdělávání ÚSTR. Kolem 20 zaměstnanců mělo spor s vedením ústavu. Jádrem byla kritika vedení vůči projektu Dějepis+ a odvolání vedoucího oddělení vzdělávání Čeňka Pýchy. Zaměstnanci poté vydali Výzvu k zastavení destrukce vzdělávací činnosti Ústavu pro studium totalitních režimů. V té vedení ústavu obvinili z bossingu, cenzury, zakonzervování výukových metod a nehospodárnosti. Součástí sporu bylo vydání badatelské učebnice Soudobé dějiny pro 9. třídy a víceletá gymnázia, kterou v roce 2022 vydalo nakladatelství Fraus. Hlavním autorem byl Jaroslav Pinkas a zásadně se na ní podílelo právě oddělení vzdělávání ÚSTR. Učebnice za své zpracování dostala prestižní ocenění na Frankfurtském knižním veletrhu. Získala také druhé místo v evropské ceně pro nejlepší učebnice BELMA. Vedení ÚSTR se ovšem přesto od učebnice distancovalo a tvrdilo, že obsahuje zásadní chyby a relativizuje komunismus coby režim. V září 2023 učebnici přezkoumalo Ministerstvo školství a neshledalo v ní žádné zásadní chyby ani nedostatky. Ponechalo jí již dříve udělenou schvalovací doložku. Ve stanovisku ministerstva bylo uvedeno: Domníváme se, že výhrady ÚSTR pramení spíše z nepochopení či přímo nepřijetí metodologického východiska učebnice. Nicméně poté, co bylo nakladatelství Fraus v roce 2024 převzato nakladatelstvím Klett, jednatel nakladatelství Lukáš Tykal ohlásil, že učebnici stáhne z trhu. Jako oficiální důvod uvedl „eliminaci případných soudních sporů“. Vedení ÚSTR s Tykalem o stažení dříve jednalo a bylo s výsledkem spokojeno. Stažení ovšem bylo také kritizováno.
V červenci 2024 senátor a historik Martin Krsek (za SEN 21) kritizoval parlamentní nominaci a jmenování Michala Klímy členem Rady ÚSTR. Krska uvedl, že „Rada nastavila před dvěma lety (v roce 2022), trend politické instrumentace výkladů historie, hlídání její ideové formy“ a jmenování Klímy tomuto trendu dále napomůže. Současně kritizoval také v té době již bývalého předsedu Rady ÚSTR Eduarda Stehlíka, který podle něj patřil ke „spolutvůrcům politické instrumentace Ústavu. Je to jakási tendence zabránit renesanci obliby komunistů tím, že budeme dějiny vykládat černobíle zjednodušujícími obrazy“. Radu považoval za zpolitizovanou.

### Vystoupení ÚSTR z Platformy evropské paměti a svědomí
Problémy měl ÚSTR s Platformou evropské paměti a svědomí. Poprvé Platforma vyzvala nově jmenovanou ředitelku Ústavu Pavlu Foglovou, aby vysvětlila své podnikání z let 1994‐2000, během nichž se paní Foglová podle zpráv
z tisku mohla dopustit praní špinavých peněz s částkou 20 miliónů Kč. Dále Platforma žádala o informace kvůli pěti členům Vědecké rady ÚSTRu, jejichž část života byla poznamenána členstvím v KSČ a poté pozastavila ÚSTR členství. Platformu zajímalo, jestli se nejedná o bývalé placené funkcionáře. ÚSTR se ohradil proti právu takové věci zjišťovat, protože se nejedná o zaměstnance Ústavu a že Platforma prý nepostupovala podle platných stanov. A zareagoval vystoupením z Platformy. Tehdejší předseda Vědecké rady Ústavu pro studium totalitních režimů Adrian Portmann z dobré vůle posbíral od těchto bývalých členů KSČ vyjádření, že tehdy nebyli placenými funkcionáři. Prozatímní ředitelka Pavla Foglová tyto kroky k opětovnému vstupu do Platformy neakceptovala.
„Na druhou stranu tu je morální nárok, obzvláště obětí represí, kteří mají právo vědět, kdo pracuje na zhodnocování represivních režimů. Jako elegantní řešení může skutečně nastat čestné prohlášení dotčených, kde by navrch ještě mohli vysvětlit svoje životní pohnutky, které je vedly ke vstupu do KSČ a u některých k následné opozici vůči komunismu...

Ale zpět do Čech. Nějaké čestné prohlášení a předstoupení před oběti represí je něco jako podaná ruka, na kterou se sluší reagovat nějakým pochopením a přijetím. V případě Pitharta by to počítám pomohlo zahladit stopy a pomoci vyrovnat se s minulostí včetně šrámů na duši, v případě Jana Rataje by mě samotného zajímalo, jak by se ke své minulosti v Ústavu marxismu-leninismu postavil čelem.” 
ÚSTR rok poté, pár postřehů, Luboš Rokos, 25. 4. 2014

## Ředitelé ústavu
| Pořadí | Osoba                              | Funkční období                   |
| ------ | ---------------------------------- | -------------------------------- |
| 1.     | Pavel Žáček                        | 1. ledna 2008 – 31. března 2010  |
| 2.     | Jiří Pernes                        | 1. dubna 2010 – 12. května 2010  |
|        | Zdeněk Hazdra (prozatímní ředitel) | 13. května 2010 – 15. srpna 2010 |
| 3.     | Daniel Herman                      | 16. srpna 2010 – 10. dubna 2013  |
| 4.     | Pavla Foglová                      | 11. dubna 2013 – 30. dubna 2014  |
| 5.     | Zdeněk Hazdra                      | 1. května 2014 – 30. dubna 2022  |
| 6.     | Ladislav Kudrna                    | od 1. května 2022                |

## Rada ústavu

### Předsedové Rady ústavu
| Pořadí | Osoba                     | Funkční období                       |
| ------ | ------------------------- | ------------------------------------ |
| 1.     | Naděžda Kavalírová        | 13. prosince 2007 – 5. prosince 2012 |
| 2.     | Petruška Šustrová         | 3. ledna 2013 – 30. října 2013       |
| 3.     | Emilie Benešová           | 31. října 2013 – 5. prosince 2017    |
| 4.     | Eduard Stehlík            | 20. prosince 2017 – 18. června 2019  |
| 4.     | Eduard Stehlík            | 29. července 2019 – 30. června 2024  |
| 5.     | Monika MacDonagh-Pajerová | 9. října 2024 – 5. května 2025       |
| 6.     | Jiří Mihola               | od 5. května 2025                    |

### Členové Rady ústavu
Stav ke květnu 2025.
Současní:
| Jméno                     | Od               | Do            | Funkce           | Od                | Do            |
| ------------------------- | ---------------- | ------------- | ---------------- | ----------------- | ------------- |
| Michal Klíma              | 25. srpna 2024   |               |                  |                   |               |
| Monika MacDonagh-Pajerová | 7. prosince 2022 |               | místopředsedkyně | 20. prosince 2022 | 9. října 2024 |
| Monika MacDonagh-Pajerová | 7. prosince 2022 | předsedkyně   | 9. října 2024    | 5. května 2025    |               |
| Jiří Mihola               | 7. prosince 2022 |               | předseda         | 5. května 2025    |               |
| Jan Mrzena                | 25. srpna 2024   |               | místopředseda    | 9. října 2024     |               |
| Martin Palouš             | 4. dubna 2018    | 4. dubna 2023 |                  |                   |               |
| Martin Palouš             | 5. dubna 2023    |               |                  |                   |               |
| Vojtěch Šustek            | 28. dubna 2021   |               |                  |                   |               |

Bývalí:
| Jméno              | Od                | Do                | Funkce        | Od                | Do               |
| ------------------ | ----------------- | ----------------- | ------------- | ----------------- | ---------------- |
| Zdeněk Bárta       | 19. března 2014   | 19. března 2019   |               |                   |                  |
| Patrik Benda       | 5. prosince 2007  | 5. prosince 2012  | místopředseda | 14. února 2008    | 5. prosince 2012 |
| Emilie Benešová    | 5. prosince 2012  | 5. prosince 2017  | předsedkyně   | 31. října 2013    | 5. prosince 2017 |
| František Bublan   | 24. července 2019 | 23. července 2024 |               |                   |                  |
| Jan Bureš          | 21. března 2013   | 21. března 2018   |               |                   |                  |
| Čestmír Čejka      | 5. prosince 2007  | 5. prosince 2012  |               |                   |                  |
| Karel Černý        | 6. prosince 2017  | 6. prosince 2022  |               |                   |                  |
| Ivan Dejmal        | 5. prosince 2007  | 6. února 2008     | místopředseda | 13. prosince 2007 | 6. února 2008    |
| Petr Fiala         | 5. prosince 2007  | 2. května 2012    |               |                   |                  |
| Lukáš Jelínek      | 5. prosince 2012  | 5. prosince 2017  | místopředseda | 3. ledna 2013     | 5. prosince 2017 |
| Jiří Junek         | 6. prosince 2017  | 6. prosince 2022  | místopředseda | 20. prosince 2017 | 6. prosince 2022 |
| Naděžda Kavalírová | 5. prosince 2007  | 5. prosince 2012  | předsedkyně   | 13. prosince 2007 | 5. prosince 2012 |
| Naděžda Kavalírová | 5. prosince 2012  | 20. ledna 2017    |               |                   |                  |
| Jiří Liška         | 6. prosince 2017  | 6. prosince 2022  |               |                   |                  |
| Jiří Liška         | 7. prosince 2022  | 1. března 2025    |               |                   |                  |
| Eduard Stehlík     | 18. června 2014   | 18. června 2019   | předseda      | 20. prosince 2017 | 18. června 2019  |
| Eduard Stehlík     | 24. července 2019 | 24. července 2024 | předseda      | 29. července 2019 | 30. června 2024  |
| Michal Stehlík     | 5. prosince 2007  | 5. prosince 2012  |               |                   |                  |
| Petruška Šustrová  | 30. října 2008    | 30. října 2013    | předsedkyně   | 3. ledna 2013     | 30. října 2013   |
| Michal Uhl         | 5. prosince 2012  | 5. prosince 2017  |               |                   |                  |
| Jan Zahradníček    | 20. března 2008   | 20. března 2013   |               |                   |                  |

## Podobné orgány v jiných zemích
- Slovensko – Ústav paměti národa
- Polsko – Ústav národní paměti
- Německo – Úřad spolkového pověřence pro dokumenty Státní bezpečnosti bývalé NDR